# اولنی (مریلند)
ولنی (به انگلیسی: Olney) شهری در ایالت مریلند کشور ایالات متحده آمریکا است که جمعیت آن در سرشماری سال ۲۰۱۰ میلادی، ۳۳٬۸۴۴ نفر بوده است.